# Šileris
Šileris ist ein litauischer männlicher Familienname germanischer Herkunft.

## Herkunft
Der Name ist lituanisierte Form des deutschen Familiennamens Schiller (mittelhochdeutsch ,Schilcher‘ = bezeichnet den Schielenden).

## Weibliche Formen
- Šilerytė (ledig)
- Šilerienė (verheiratet)
- Šilerė

## Namensträger
- Arūnas Šileris (* 1976), Dolmetscher und Politiker, Vizebürgermeister von Vilnius
- Renaldas Šileris, Badmintonspieler